# Exelis
Exelis is een geslacht van vlinders van de familie spanners (Geometridae), uit de onderfamilie Ennominae.

## Soorten
- E. dicolus Rindge, 1952
- E. mundaria Dyar, 1916
- E. ophiurus Rindge, 1952
- E. pyrolaria Guenée, 1857